# Associazione Calcio Monza 2024-2025
Questa voce raccoglie le informazioni riguardanti l'Associazione Calcio Monza nelle competizioni ufficiali della stagione 2024-2025.

## Stagione
La stagione 2024-2025 è la terza consecutiva in Serie A per il Monza. Nella precedente stagione si è posizionato dodicesimo in classifica.
Il campionato inizia in maniera molto scoraggiante, dato che i brianzoli guidati da Alessandro Nesta raccolgono a malapena 4 punti nelle prime 6 giornate. La prima vittoria giunge alla settima in casa del Verona, ma nonostante l'esaltazione i biancorossi incassano ben otto sconfitte e rosicchiano tre pareggi in casa con il diretto avversario Venezia e tra le mura del Torino e del Como (neopromosso e diretto concorrente) nel primo "derby regionale" in massima serie. A causa del rendimento Nesta viene esonerato alla 17ª giornata con la squadra ultima in classifica e gli subentra Salvatore Bocchetti. Questi incassa due sconfitte in casa del neopromosso Parma e tra le mura amiche con il Cagliari in rimonta; complice un recupero del Venezia, il Monza chiude il girone d'andata all'ultimo posto.
Con l'inizio del girone di ritorno, Bocchetti porta il Monza in un mese e mezzo a sei sconfitte (tra cui quella contro la sua ex-squadra per 0-1) su sette dal suo ingaggio, vincendo solo contro la Fiorentina allo Stadium per 2-1 il 13 gennaio; perciò il 10 febbraio anch'egli viene esonerato, appena dopo il 5-1 subito in trasferta contro la Lazio. In seguito a ciò viene annullato l'esonero di Nesta, con il suo ritorno sulla panchina biancorossa a partire dalla 25ª giornata. Tuttavia, la situazione non migliora e anche i risultati negli scontri diretti rimangono pessimi, in quanto il Monza pareggia con Lecce e Parma per 1-1 e subisce tre sconfitte consecutive negli scontri salvezza contro Cagliari (3-0), Como (1-3) e Venezia (1-0), che allontana la squadra sempre di più dalla salvezza. Il 4 maggio, arriva il colpo di grazia: con la sconfitta in casa contro l'Atalanta per 4-0 alla 35ª giornata, i brianzoli sono retrocessi aritmeticamente dopo tre stagioni di massima serie. L'unica magra consolazione del finale di campionato è il successo esterno dell'11 maggio contro l'Udinese (1-2), che permette ai brianzoli di chiudere a quota 18 punti, evitando così il record negativo (siglato dalla Salernitana la stagione precedente, con soli 17 punti all'attivo).
In Coppa Italia i brianzoli, partendo dai trentaduesimi, superano il Südtirol ai tiri di rigore (9-8) dopo lo 0-0 ai supplementari poi e il Brescia per 3-1, venendo infine estromessi agli ottavi dal Bologna per 4-0.

## Divise e sponsor
Il fornitore tecnico per la stagione 2024-2025 è Lotto, mentre il main sponsor è Motorola. Sulla maglia è presente anche lo sponsor U-Power, lo sleeve sponsor è Ford Pro mentre il back sponsor è Pulsee Luce e Gas.
| Casa | Trasferta | Terza divisa |

## Organigramma societario
Area direttiva
- Proprietario: Fininvest S.p.A.
- Presidente onorario: Paolo Berlusconi
- Vice Presidente vicario e Amministratore delegato: Adriano Galliani
- Direttore sportivo e direttore generale settore giovanile: Mauro Bianchessi
- Coordinatore tecnico: Michele Franco
- Coordinatore tecnico prima squadra: Sergio Floccari
- Consulente tecnico area sportiva: François Modesto fino al 31 dicembre
- Direttore operativo: Daniela Gozzi
- Segreteria generale: Davide Guglielmetti
- Responsabile commerciale: Fabio Guido Aureli
- Ufficio Marketing e social media: Francesco Bevilacqua
- Team manager: Carmine Russo
- Responsabile comunicazioni: Daria Nicoli
- Addetto stampa: Enrico Cerruti
- S.L.O.: Vincenzo Iacopino
- Responsabile settore giovanile: Francesco Panzerini
- Responsabile attività di base: Riccardo Monguzzi
- Responsabile attività femminile: Roberta Antignozzi

Consiglio di amministrazione
- Membri di amministrazione: Adriano Galliani, Gianluca Iuliano, Danilo Pellegrino, Leandro Cantamessa, Roberto Mazzo, Elio Lolla, Cristina Rossello

Area tecnica
- Allenatore: Alessandro Nesta, dal 23 dicembre Salvatore Bocchetti, dal 10 febbraio Alessandro Nesta
- Allenatore in seconda: Lorenzo Rubinacci, dal 23 dicembre Andrea Tarozzi, dal 10 febbraio Lorenzo Rubinacci
- Collaboratori tecnici: Davide Brivio fino al 10 febbraio, Gianluca Polistina, Massimo Lo Monaco, Vincenzo Varrica, Simone Bottitta (Match analyst)
- Allenatore dei portieri: Alfredo Magni
- Collaboratore allenatore dei portieri: Gian Mario Petrelli
- Preparatore atletico: Simon Barjie
- Collaboratore preparatore atletico: Andrea Curzi, Marco Latino
- Preparatore della forza: Francesco Rolli
- Recupero infortunati: Romeo Neri
- Collaboratore recupero infortunati: Gianni Bulgarini
- Responsabile sanitario: Fabio Francese
- Medico sociale: Francesco Paolo Santamaria
- Responsabile operatori sanitari: Francesco Lo Moro
- Operatore sanitario: Davide Antonini, Dario Lorenzo Dameno, Gabriele Piovera, Alberto Santorelli

## Rosa
Rosa e numerazione aggiornate al 13 febbraio 2025.
| N. |                                 | Ruolo | Calciatore             |
| -- | ------------------------------- | ----- | ---------------------- |
| 1  | Italia (bandiera)               | P     | Alessio Cragno         |
| 2  | Svezia (bandiera)               | D     | Arvid Brorsson         |
| 3  | Serbia (bandiera)               | D     | Stefan Leković         |
| 4  | Italia (bandiera)               | D     | Armando Izzo           |
| 5  | Italia (bandiera)               | D     | Luca Caldirola         |
| 6  | Italia (bandiera)               | C     | Roberto Gagliardini    |
| 7  | Costa d'Avorio (bandiera)       | C     | Jean-Daniel Akpa-Akpro |
| 8  | Polonia (bandiera)              | C     | Kacper Urbański        |
| 10 | Italia (bandiera)               | A     | Gianluca Caprari       |
| 11 | Italia (bandiera)               | C     | Gaetano Castrovilli    |
| 11 | Bosnia ed Erzegovina (bandiera) | A     | Milan Đurić            |
| 12 | Italia (bandiera)               | C     | Stefano Sensi          |
| 13 | Portogallo (bandiera)           | D     | Pedro Pereira          |
| 14 | Italia (bandiera)               | C     | Daniel Maldini         |
| 17 | Spagna (bandiera)               | A     | Keita Baldé            |
| 17 | Italia (bandiera)               | A     | Davide Diaw            |
| 18 | Italia (bandiera)               | C     | Kevin Zeroli           |
| 18 | Italia (bandiera)               | D     | Davide Bettella        |
| 19 | Italia (bandiera)               | D     | Samuele Birindelli     |
| 20 | Inghilterra (bandiera)          | A     | Omari Forson           |
| 21 | Italia (bandiera)               | P     | Semuel Pizzignacco     |

| N. |                           | Ruolo | Calciatore                |
| -- | ------------------------- | ----- | ------------------------- |
| 22 | Argentina (bandiera)      | D     | Tomás Palacios            |
| 22 | Spagna (bandiera)         | D     | Pablo Marí                |
| 24 | Croazia (bandiera)        | A     | Mirko Marić               |
| 27 | Italia (bandiera)         | C     | Mattia Valoti             |
| 30 | Italia (bandiera)         | P     | Stefano Turati            |
| 32 | Italia (bandiera)         | C     | Matteo Pessina (capitano) |
| 33 | Italia (bandiera)         | D     | Danilo D'Ambrosio         |
| 35 | Rep. del Congo (bandiera) | A     | Silvère Ganvoula M'Boussy |
| 37 | Italia (bandiera)         | A     | Andrea Petagna            |
| 38 | Francia (bandiera)        | C     | Warren Bondo              |
| 42 | Italia (bandiera)         | C     | Alessandro Bianco         |
| 44 | Italia (bandiera)         | D     | Andrea Carboni            |
| 47 | Portogallo (bandiera)     | A     | Dany Mota                 |
| 55 | Italia (bandiera)         | A     | Kevin Martins             |
| 69 | Italia (bandiera)         | P     | Andrea Mazza              |
| 70 | Italia (bandiera)         | C     | Marco D'Alessandro        |
| 77 | Grecia (bandiera)         | D     | Georgios Kyriakopoulos    |
| 80 | Italia (bandiera)         | C     | Samuele Vignato           |
| 84 | Italia (bandiera)         | C     | Patrick Ciurria           |

## Calciomercato

### Sessione estiva(dal 1/07 al 1/09)
| Acquisti         | Acquisti               | Acquisti       | Acquisti                         |
| R.               | Nome                   | da             | Modalità                         |
| ---------------- | ---------------------- | -------------- | -------------------------------- |
| P                | Stefano Turati         | Sassuolo       | prestito                         |
| D                | Georgios Kyriakopoulos | Sassuolo       | definitivo                       |
| A                | Omari Forson           | Manchester Utd | svincolato                       |
| C                | Daniel Maldini         | Milan          | definitivo                       |
| P                | Semuel Pizzignacco     | Feralpisalò    | prestito con obbligo di riscatto |
| C                | Stefano Sensi          | Inter          | svincolato                       |
| Altre operazioni |                        |                |                                  |
| R.               | Nome                   | da             | Modalità                         |
| P                | Alessio Cragno         | Sassuolo       | fine prestito                    |
| D                | Mattia Valoti          | Pisa           | fine prestito                    |
| A                | Davide Diaw            | Bari           | fine prestito                    |
| A                | Andrea Petagna         | Cagliari       | fine prestito                    |
| A                | Mirko Marić            | Rijeka         | fine prestito                    |
| C                | Warren Bondo           | Reggina        | fine prestito                    |

| Cessioni         | Cessioni               | Cessioni   | Cessioni      |
| R.               | Nome                   | a          | Modalità      |
| ---------------- | ---------------------- | ---------- | ------------- |
| P                | Michele Di Gregorio    | Juventus   | prestito      |
| P                | Stefano Gori           | Juventus   | fine prestito |
| D                | Armando Anastasio      | Catania    | definitivo    |
| D                | Valentin Antov         | Cremonese  | prestito      |
| D                | Giulio Donati          |            | svincolato    |
| C                | Valentín Carboni       | Inter      | fine prestito |
| C                | Jean-Daniel Akpa-Akpro | Lazio      | fine prestito |
| A                | Lorenzo Colombo        | Milan      | fine prestito |
| C                | Alessio Zerbin         | Napoli     | fine prestito |
| C                | Matija Popović         |            | svincolato    |
| C                | Carlos Augusto         | Inter      | definitivo    |
| C                | Alejandro Gómez        |            | svincolato    |
| C                | Daniel Maldini         | Milan      | fine prestito |
| C                | Andrea Colpani         | Fiorentina | prestito      |
| A                | Leonardo Mancuso       | Mantova    | definitivo    |
| P                | Alessandro Sorrentino  | Frosinone  | prestito      |
| C                | José Machín            | Frosinone  | prestito      |
| D                | Davide Bettella        | Frosinone  | prestito      |
| C                | Marco D'Alessandro     | Catanzaro  | definitivo    |
| Altre operazioni |                        |            |               |
| R.               | Nome                   | a          | Modalità      |

### Sessione invernale(dal 2/01 al 3/02)
| Acquisti         | Acquisti                  | Acquisti     | Acquisti   |
| R.               | Nome                      | da           | Modalità   |
| ---------------- | ------------------------- | ------------ | ---------- |
| C                | Jean-Daniel Akpa-Akpro    | Lazio        | prestito   |
| D                | Stefan Leković            | Stella Rossa | prestito   |
| C                | Kacper Urbański           | Bologna      | prestito   |
| D                | Arvid Brorsson            | Mjällby      | definitivo |
| D                | Tomás Palacios            | Inter        | prestito   |
| C                | Gaetano Castrovilli       | Lazio        | prestito   |
| A                | Silvère Ganvoula M'Boussy | Young Boys   | definitivo |
| C                | Kevin Zeroli              | Milan        | prestito   |
| A                | Keita Baldé               | svincolato   | definitivo |
| Altre operazioni |                           |              |            |
| R.               | Nome                      | da           | Modalità   |

| Cessioni         | Cessioni       | Cessioni   | Cessioni                  |
| R.               | Nome           | a          | Modalità                  |
| ---------------- | -------------- | ---------- | ------------------------- |
| C                | Daniel Maldini | Atalanta   | definitivo (14 milioni €) |
| A                | Milan Đurić    | Parma      | definitivo                |
| D                | Pablo Marí     | Fiorentina | definitivo                |
| C                | Mattia Valoti  | Cremonese  | definitivo                |
| P                | Alessio Cragno | Sampdoria  | definitivo                |
| A                | Davide Diaw    | Cittadella | definitivo                |
| C                | Warren Bondo   | Milan      | definitivo                |
| A                | Mirko Marić    | Venezia    | prestito                  |
| Altre operazioni |                |            |                           |
| R.               | Nome           | a          | Modalità                  |

## Risultati

### Serie A

#### Girone di andata
| Empoli 18 agosto 2024, ore 20:45 CEST 1ª giornata | Empoli           | 0 – 0 referto | Monza | Stadio Carlo Castellani (7 746 spett.)\| Arbitro: \| Fabbri (Ravenna) \| |
| Arbitro:                                          | Fabbri (Ravenna) |               |       |                                                                          |

| Arbitro: | Mariani (Aprilia) |

|  |           |                 |
|  | Marcatori | 45+7’ Pinamonti |

| Arbitro: | Colombo (Como) |

|                       |           |                       |
| Kean 45’ Gosens 90+6’ | Marcatori | 18’ Đurić 32’ Maldini |

| Arbitro: | Pairetto (Nichelino) |

|          |           |              |
| Mota 81’ | Marcatori | 88’ Dumfries |

| Arbitro: | Massa (Imperia) |

|           |           |                         |
| Đurić 43’ | Marcatori | 24’ Urbański 80’ Castro |

| Arbitro: | Manganiello (Pinerolo) |

|                                 |           |  |
| Politano 22’ K'varatskhelia 33’ | Marcatori |  |

| Arbitro: | La Penna (Roma 1) |

|          |           |            |
| Mota 70’ | Marcatori | 61’ Dovbyk |

| Arbitro: | Dionisi (L'Aquila) |

|  |           |                         |
|  | Marcatori | 9’, 74’ Mota 79’ Bianco |

| Arbitro: | Rapuano (Rimini) |

|                             |           |                            |
| Kyriakopoulos 23’ Đurić 44’ | Marcatori | 15’ Ellertsson 39’ Svoboda |

| Arbitro: | Piccinini (Forlì) |

|                              |           |  |
| Samardžić 70’ Zappacosta 88’ | Marcatori |  |

| Arbitro: | Feliciani (Teramo) |

|  |           |               |
|  | Marcatori | 43’ Reijnders |

| Arbitro: | Colombo (Como) |

|  |           |              |
|  | Marcatori | 36’ Zaccagni |

| Arbitro: | Abisso (Palermo) |

|            |           |           |
| Masina 59’ | Marcatori | 63’ Đurić |

| Arbitro: | Sacchi (Macerata) |

|                |           |                    |
| Engelhardt 36’ | Marcatori | 54’ (rig.) Caprari |

| Arbitro: | Manganiello (Pinerolo) |

|                   |           |                    |
| Kyriakopoulos 47’ | Marcatori | 6’ Lucca 70’ Bijol |

| Arbitro: | Mariani (Aprilia) |

|                         |           |                  |
| Morente 3’ Krstović 44’ | Marcatori | 37’ (aut.) Dorgu |

| Arbitro: | Massa (Imperia) |

|                |           |                           |
| Birindelli 22’ | Marcatori | 14’ McKennie 39’ González |

| Arbitro: | La Penna (Roma 1) |

|                                  |           |             |
| Hernani 56’ (rig.) Valenti 90+8’ | Marcatori | 85’ Pereira |

| Arbitro: | Di Bello (Brindisi) |

|                   |           |                        |
| Caprari 5’ (rig.) | Marcatori | 22’ Zortea 56’ Piccoli |

#### Girone di ritorno
| Arbitro: | Dionisi (L'Aquila) |

|                         |           |                    |
| Ciurria 44’ Maldini 63’ | Marcatori | 74’ (rig.) Beltrán |

| Arbitro: | Mariani (Aprilia) |

|                                     |           |            |
| Castro 22’ Odgaard 34’ Orsolini 69’ | Marcatori | 4’ Maldini |

| Arbitro: | Doveri (Roma 1) |

|                           |           |  |
| De Winter 61’ Vásquez 84’ | Marcatori |  |

| Arbitro: | Massa (Imperia) |

|  |           |                    |
|  | Marcatori | 13’ (aut.) Leković |

| Arbitro: | Aureliano (Bologna) |

|                                                             |           |                  |
| Marušić 31’ Pedro 57’, 77’ Castellanos 63’ Dele-Bashiru 88’ | Marcatori | 86’ (rig.) Sensi |

| Monza 16 febbraio 2025, ore 15:00 CET 25ª giornata | Monza            | 0 – 0 referto | Lecce | U-Power Stadium (11 050 spett.)\| Arbitro: \| Collu (Cagliari) \| |
| Arbitro:                                           | Collu (Cagliari) |               |       |                                                                   |

| Arbitro: | Maresca (Napoli) |

|                                                            |           |  |
| Saelemaekers 10’ Shomurodov 32’ Angeliño 73’ Cristante 88’ | Marcatori |  |

| Arbitro: | Rapuano (Rimini) |

|  |           |                       |
|  | Marcatori | 41’ Elmas 66’ Casadei |

| Arbitro: | Zufferli (Udine) |

|                                                          |           |                                |
| Arnautović 45+1’ Çalhanoğlu 64’ Kyriakopoulos 77’ (aut.) | Marcatori | 32’ Birindelli 44’ Keita Baldé |

| Arbitro: | Manganiello (Pinerolo) |

|          |           |           |
| Izzo 60’ | Marcatori | 84’ Bonny |

| Arbitro: | Fourneau (Roma 1) |

|                                     |           |  |
| Viola 49’ Gaetano 73’ Luvumbo 90+2’ | Marcatori |  |

| Arbitro: | Collu (Cagliari) |

|         |           |                                |
| Mota 5’ | Marcatori | 16’ Ikoné 39’ Diao 51’ Vojvoda |

| Arbitro: | Maresca (Napoli) |

|          |           |  |
| Fila 72’ | Marcatori |  |

| Arbitro: | La Penna (Roma 1) |

|  |           |               |
|  | Marcatori | 72’ McTominay |

| Arbitro: | Perenzoni (Rovereto) |

|                             |           |  |
| González 11’ Kolo Muani 33’ | Marcatori |  |

| Arbitro: | Pairetto (Nichelino) |

|  |           |                                                   |
|  | Marcatori | 12’, 23’ De Ketelaere 47’ Lookman 89’ Brescianini |

| Arbitro: | Crezzini (Siena) |

|           |           |                             |
| Lucca 75’ | Marcatori | 52’ Caprari 90’ Keita Baldé |

| Arbitro: | Marinelli (Tivoli) |

|                |           |                                             |
| Birindelli 30’ | Marcatori | 49’ Colombo 51’ Viti 59’ (aut.) Pizzignacco |

| Arbitro: | Rutella (Enna) |

|                           |           |  |
| Gabbia 64’ João Félix 74’ | Marcatori |  |

### Coppa Italia

#### Turni eliminatori
| Arbitro: | Cosso (Reggio Calabria) |

|                                                                     |                      |                                                                         |
| Caprari Mota Sensi Caldirola Marić Pereira Kyriakopoulos Bondo Izzo | Tiri di rigore 9 – 8 | Merkaj Molina Kurtić Arrigoni Crespi Masiello Davi Ceppitelli Praszelik |

| Arbitro: | Dionisi (L'Aquila) |

|                                                 |           |            |
| Kyriakopoulos 5’ Pessina 11’ Caprari 40’ (rig.) | Marcatori | 68’ Nuamah |

| Arbitro: | Ferrieri Caputi (Livorno) |

|                                                     |           |  |
| Pobega 32’ Orsolini 35’ B. Domínguez 63’ Castro 76’ | Marcatori |  |

## Statistiche finali

### Statistiche di squadra
| Competizione | Punti | In casa | In casa | In casa | In casa | In casa | In casa | In trasferta | In trasferta | In trasferta | In trasferta | In trasferta | In trasferta | Totale | Totale | Totale | Totale | Totale | Totale | DR  |
| Competizione | Punti | G       | V       | N       | P       | Gf      | Gs      | G            | V            | N            | P            | Gf           | Gs           | G      | V      | N      | P      | Gf     | Gs     | DR  |
| ------------ | ----- | ------- | ------- | ------- | ------- | ------- | ------- | ------------ | ------------ | ------------ | ------------ | ------------ | ------------ | ------ | ------ | ------ | ------ | ------ | ------ | --- |
| Serie A      | 18    | 19      | 1       | 5       | 13      | 13      | 31      | 19           | 2            | 4            | 13           | 15           | 38           | 38     | 3      | 9      | 26     | 28     | 69     | -41 |
| Coppa Italia | -     | 2       | 1       | 1       | 0       | 3       | 1       | 1            | 0            | 0            | 1            | 0            | 4            | 3      | 1      | 1      | 1      | 3      | 5      | -2  |
| Totale       | -     | 21      | 2       | 6       | 13      | 16      | 32      | 19           | 2            | 4            | 13           | 14           | 42           | 40     | 4      | 10     | 27     | 31     | 74     | -43 |

### Andamento in campionato
| Giornata  | 1  | 2  | 3  | 4  | 5  | 6  | 7  | 8  | 9  | 10 | 11 | 12 | 13 | 14 | 15 | 16 | 17 | 18 | 19 | 20 | 21 | 22 | 23 | 24 | 25 | 26 | 27 | 28 | 29 | 30 | 31 | 32 | 33 | 34 | 35 | 36 | 37 | 38 |
| --------- | -- | -- | -- | -- | -- | -- | -- | -- | -- | -- | -- | -- | -- | -- | -- | -- | -- | -- | -- | -- | -- | -- | -- | -- | -- | -- | -- | -- | -- | -- | -- | -- | -- | -- | -- | -- | -- | -- |
| Luogo     | T  | C  | T  | C  | C  | T  | C  | T  | C  | T  | C  | C  | T  | T  | C  | T  | C  | T  | C  | C  | T  | T  | C  | T  | C  | T  | C  | T  | C  | T  | C  | T  | C  | T  | C  | T  | C  | T  |
| Risultato | N  | P  | N  | N  | P  | P  | N  | V  | N  | P  | P  | P  | N  | N  | P  | P  | P  | P  | P  | V  | P  | P  | P  | P  | N  | P  | P  | P  | N  | P  | P  | P  | P  | P  | P  | V  | P  | P  |
| Posizione | 13 | 16 | 15 | 15 | 19 | 20 | 19 | 16 | 16 | 17 | 18 | 19 | 19 | 19 | 19 | 19 | 20 | 20 | 20 | 20 | 20 | 20 | 20 | 20 | 20 | 20 | 20 | 20 | 20 | 20 | 20 | 20 | 20 | 20 | 20 | 20 | 20 | 20 |

Legenda:

Luogo: C = Casa; T = Trasferta. Risultato: V = Vittoria; N = Pareggio; P = Sconfitta.

### Statistiche dei giocatori
| Giocatore        | Serie A  | Serie A | Serie A     | Serie A    | Coppa Italia | Coppa Italia | Coppa Italia | Coppa Italia | Totale   | Totale | Totale      | Totale     |
| Giocatore        | Presenze | Reti    | Ammonizioni | Espulsioni | Presenze     | Reti         | Ammonizioni  | Espulsioni   | Presenze | Reti   | Ammonizioni | Espulsioni |
| ---------------- | -------- | ------- | ----------- | ---------- | ------------ | ------------ | ------------ | ------------ | -------- | ------ | ----------- | ---------- |
| J-D. Akpa-Akpro  | 14       | 0       | 4           | 0          | 0            | 0            | 0            | 0            | 14       | 0      | 4           | 0          |
| A. Bianco        | 34       | 1       | 9           | 0          | 1            | 0            | 0            | 0            | 35       | 1      | 9           | 0          |
| S. Birindelli    | 21       | 3       | 2           | 0          | 2            | 0            | 0            | 0            | 23       | 3      | 2           | 0          |
| W. Bondo         | 20       | 0       | 5           | 1          | 2            | 0            | 0            | 0            | 22       | 0      | 5           | 1          |
| A. Brorsson      | 6        | 0       | 0           | 0          | 0            | 0            | 0            | 0            | 6        | 0      | 0           | 0          |
| L. Caldirola     | 14       | 0       | 5           | 0          | 3            | 0            | 0            | 0            | 17       | 0      | 5           | 0          |
| G. Caprari       | 33       | 3       | 2           | 0          | 2            | 1            | 0            | 0            | 35       | 4      | 2           | 0          |
| A. Carboni       | 26       | 0       | 5           | 0          | 2            | 0            | 0            | 0            | 28       | 0      | 5           | 0          |
| G. Castrovilli   | 11       | 0       | 0           | 0          | 0            | 0            | 0            | 0            | 11       | 0      | 0           | 0          |
| L. Colombo       | 0        | 0       | 0           | 0          | 1            | 0            | 0            | 0            | 1        | 0      | 0           | 0          |
| P. Ciurria       | 21       | 1       | 1           | 0          | 1            | 0            | 0            | 0            | 22       | 1      | 1           | 0          |
| D. D'Ambrosio    | 20       | 0       | 2           | 1          | 2            | 0            | 0            | 0            | 22       | 0      | 2           | 1          |
| M. Đurić         | 18       | 4       | 3           | 0          | 0            | 0            | 0            | 0            | 18       | 4      | 3           | 0          |
| O. Forson        | 9        | 0       | 0           | 0          | 2            | 0            | 0            | 0            | 11       | 0      | 0           | 0          |
| R. Gagliardini   | 8        | 0       | 1           | 0          | 0            | 0            | 0            | 0            | 8        | 0      | 1           | 0          |
| S. Ganvoula      | 7        | 0       | 0           | 0          | 0            | 0            | 0            | 0            | 7        | 0      | 0           | 0          |
| A. Izzo          | 30       | 1       | 12          | 0          | 3            | 0            | 1            | 0            | 33       | 1      | 13          | 0          |
| Keita Balde      | 11       | 2       | 2           | 0          | 0            | 0            | 0            | 0            | 11       | 2      | 2           | 0          |
| G. Kyriakopoulos | 34       | 2       | 6           | 0          | 2            | 1            | 1            | 0            | 36       | 3      | 7           | 0          |
| S. Leković       | 7        | 0       | 0           | 0          | 0            | 0            | 0            | 0            | 7        | 0      | 0           | 0          |
| D. Maldini       | 20       | 3       | 5           | 0          | 1            | 0            | 0            | 0            | 21       | 3      | 5           | 0          |
| P. Marì          | 19       | 0       | 3           | 1          | 2            | 0            | 0            | 0            | 21       | 0      | 3           | 1          |
| M. Marić         | 8        | 0       | 0           | 0          | 3            | 0            | 0            | 0            | 11       | 0      | 0           | 0          |
| K. Martins       | 9        | 0       | 1           | 0          | 2            | 0            | 0            | 0            | 11       | 0      | 1           | 0          |
| A. Mazza         | 1        | -0      | 0           | 0          | 0            | 0            | 0            | 0            | 1        | 0      | 0           | 0          |
| D. Mota          | 31       | 5       | 3           | 0          | 2            | 0            | 0            | 0            | 33       | 5      | 3           | 0          |
| T. Palacios      | 8        | 0       | 2           | 0          | 0            | 0            | 0            | 0            | 8        | 0      | 2           | 0          |
| P. Pereira       | 35       | 1       | 8           | 0          | 2            | 0            | 0            | 0            | 37       | 1      | 8           | 0          |
| M. Pessina       | 11       | 0       | 2           | 0          | 2            | 1            | 0            | 0            | 13       | 1      | 2           | 0          |
| A. Petagna       | 13       | 0       | 1           | 0          | 2            | 0            | 0            | 0            | 15       | 0      | 1           | 0          |
| S. Pizzignacco   | 9        | -17     | 0           | 0          | 3            | -5           | 0            | 0            | 12       | -22    | 0           | 0          |
| S. Sensi         | 12       | 1       | 0           | 0          | 2            | 0            | 0            | 0            | 14       | 1      | 0           | 0          |
| S. Turati        | 30       | -52     | 1           | 0          | 0            | -0           | 0            | 0            | 30       | -52    | 1           | 0          |
| K. Urbański      | 8        | 0       | 1           | 0          | 0            | 0            | 0            | 0            | 8        | 0      | 1           | 0          |
| M. Valoti        | 5        | 0       | 1           | 0          | 2            | 0            | 0            | 0            | 7        | 0      | 1           | 0          |
| S. Vignato       | 17       | 0       | 0           | 0          | 1            | 0            | 0            | 0            | 18       | 0      | 0           | 0          |
| K. Zeroli        | 8        | 0       | 0           | 0          | 0            | 0            | 0            | 0            | 8        | 0      | 0           | 0          |